# Римска комедија
Римска комедија (лат. comoedia romana) врста је античке комедије која се развијала под утицајем грчке комедије и угледајући се на њу. На исти начин се развијала и целокупна римска књижевност. Римљани су продужавали и усавршавали књижевне врсте које су створили Грци. Римска књижевност је од великог значаја, јер су нам кроз римске писце сачувани многи списи хеленске књижевности и науке чији оригинали су изгубљени.
Римска комедија је израсла из „новије” грчке комедије (превођени су превасходно Филемон, Аполодор, Менандар и др.) Римска комедија је позната под називом палијата (лат. pallium - огртач за глумце). Палијата се дели на Комедију карактера (comoedia stataria) и Комедију заплета (comoedia motoria). Обично има пет чинова, између њих се изводи музика, један свирач изводи сам тачку (лат. tibicien). Хор није био заступљен. Делови текста су рецитовани, а неки певани (лат. cantica, представља певање уз пратњу свирача. То је чисто лирска монодија (соло певање ). Само код Плаута ова песма постаје живља.

## Структура
Структура римске комедије подељена је на пет чинова, са прологом на почетку и епилогом на крају. У прологу се дају подаци о оригиналу, месту радње, скицира се радња, и у њему се обично изводи неко митолошко биће или управник трупе (лат. dominus gregis).
Најстарија римска позоришта су била најпре од дрвета и провизорна, све док Помпеј није подигао прво камено позориште (55. пне). Позорница (scaena) је имала пуну сценографију, најчешће призор градске улице. У каснијем периоду настала је и поѕоришна завеса (aulaeum) која се подизала и спуштала на почетку и на крају представе.
Римљани су изродили неколико изуѕетних представника комедије: Плаут, Теренције, Цецилије и др.
Ови аутори обрађују и прилагођавају свом времену већ постојеће грчке комедије. Ликови углавном имају грчка имена, радња је најчешће у Атини, глумци су одевени по грчкој моди. Комедија је представљала омиљени вид забаве, попут телевизије или биоскопа данас, али такође и начин стицања образовања. Dominus gregis је био организатор читаве једне позоришне представе, нешто попут менаџера данас. Поред целокупне организације он је уједно био и глумац и предводник позоришне трупе. Глумци су били искључиво мушкарци који су играли и женске улоге. 
Позоришна сцена у Риму се поклапала са периодима верских светковина и игара које су том приликом одржаване:
у септембру, у време римских игара (Ludi Romani) посвећених Јупитеру, у новембру у оквиру плебејских игара (Ludi plebeii), у јулу ѕа време светковина Аполону (Ludi Appolinares) и у априлу поводом празника Велике Мајке (Magna mater).

## Ликови
Главни ликови у римској комедији- неизбежни јунаци овог жанра су:
- Senex - строги и џангризави старац, обично незадовољни отац неког младог расипника,
- Adulescens - наивни,лакомислени младић најчешће зањубљен у неку жену која му не одговара ни по годинама ни по статусу,
- Servus - лукав и домишљат роб, увек на страни неискусног младића који га својом виспреношћу и спретношћу води ка срећном завршетку и расплету комедије,
- Женски ликови - слабо заступљени на сцени